# Dmitri Timoféyev
Dmitri Viacheslávovich Timoféyev (en ruso: Дмитрий Вячеславович Тимофеев; Ekaterimburgo, 7 de marzo de 1993) es un deportista ruso que compitió en escalada, especialista en la prueba de velocidad.
Ganó una medalla de bronce en el Campeonato Mundial de Escalada de 2012 y una medalla de bronce en el Campeonato Europeo de Escalada de 2019. Además, consiguió una medalla de oro en los Juegos Mundiales de 2013.

## Palmarés internacional
| Campeonato Mundial | Campeonato Mundial      | Campeonato Mundial | Campeonato Mundial |
| Año                | Lugar                   | Medalla            | Prueba             |
| ------------------ | ----------------------- | ------------------ | ------------------ |
| 2012               | París (Francia)         | Medalla de bronce  | Velocidad          |
| Campeonato Europeo |                         |                    |                    |
| Año                | Lugar                   | Medalla            | Prueba             |
| 2019               | Edimburgo (Reino Unido) | Medalla de bronce  | Velocidad          |